# Чжену
Чжену (д/н — 716) — 3-й володар Тюргеського каганату у 711—716 роках.

## Життєпис
Син кагана Ушліка. 699 року очолив успішне посольство до танської імператриці У Цзетянь, завдяки чому було визнано Тюргеський каганат. В подальшому брав участь у військових кампаніях проти арабів в Согдіані.
708 року під час війни з імперією Тан за наказом брата Сакла-кагана атакував танські залоги уздовж Великого Шовкого шляху. Спочатку завдав поразки біля міста Хошаочен наміснику Ню Шицзяну, потім пограбував міста Кучу, Бохуан, Карашар та Інчжан.
709 року після завершення війни виявив невдоволення нагородою брата за свої успіхи, бажаючи більше земель. Відкочував до східнотюркського кагана Капагана, якого намовив проти Соге. 711 року тюркське військо на чолі із Могилянєм і Богю в битві на річці Болчу завдало поразки тюргешам. Соге загинув.
Номінально владу в каганаті було передано Чжену, але він підпорядковувався Богю, молодшому хану Східнотюркського каганату. Таким чином тюргеши знову потрапили під владу тюрків. Але цією боротьбою скористалися араби, що в 711 році взяти Самарканд.
У наступні роки боровся проти арабських вторгнень, але без успіху, оскільки не мав підтримки тюргеських ханів. В результаті мусульмани в 713 році захопили Ходжент, Фергану і спробували заволодіти Шашем, а в 715 році проникли до Східного Туркестану. Того ж року Чжену скористався повстанням Кутайби проти нового халіфа Сулеймана відвоював Фергану. Також активно втрутився у боротьбу Афригідів в Хорезмі на боці антиарабської партії.
716 року після смерті Каплана-кагана в Західнотюркському каганаті почалася боротьба за владу. Цим скористався небіж Чжену — Сулук-чор, що переміг й стратив того, захопивши владу.